# Lotus Europa

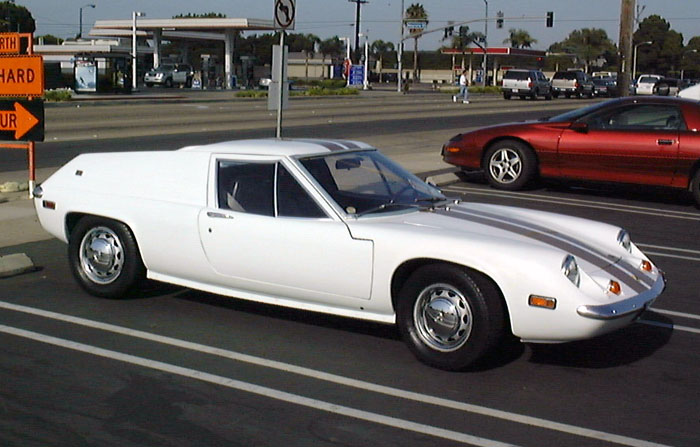
Een Lotus Europa type 65 in de Amerikaanse uitvoering

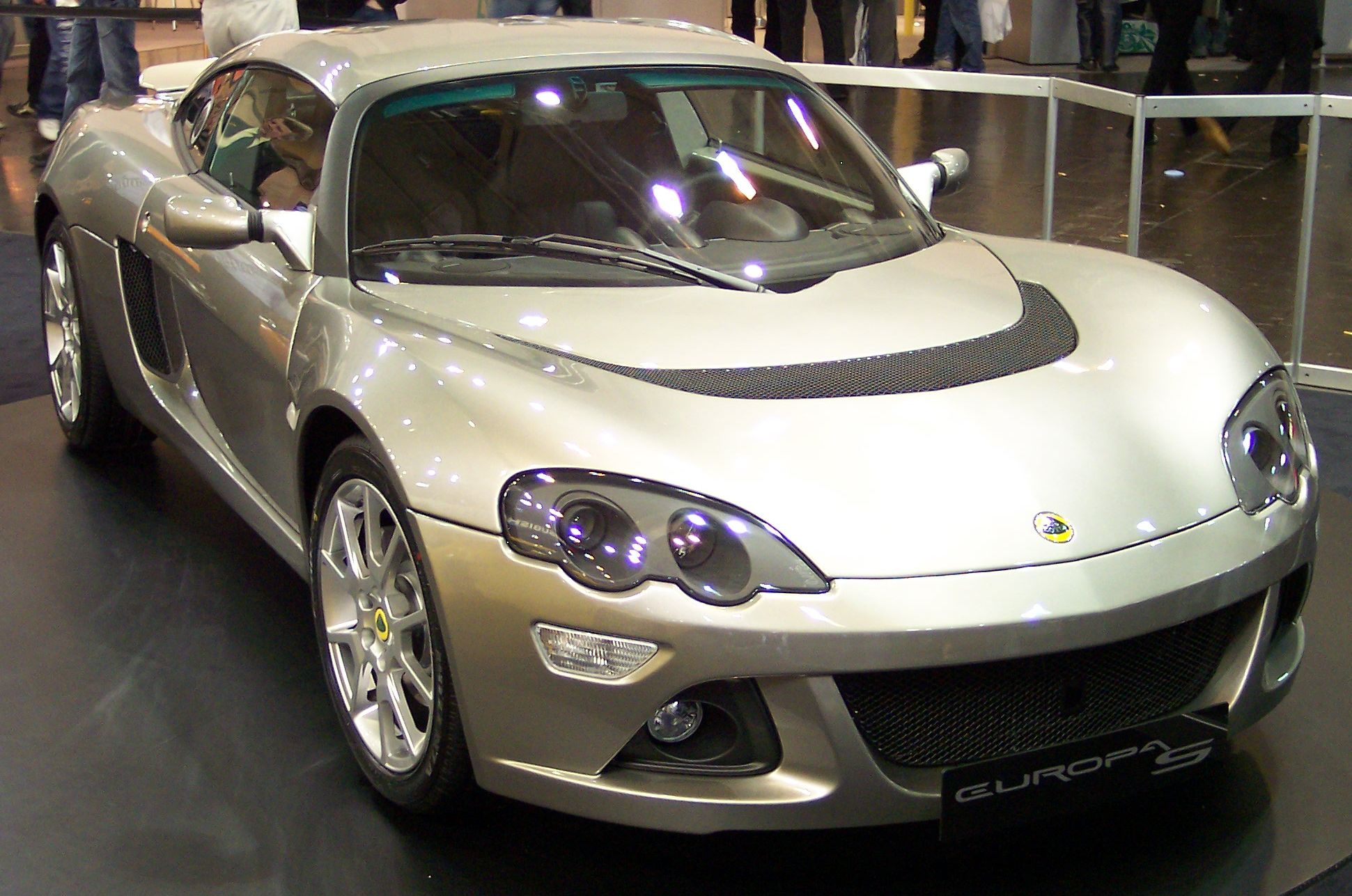
De Lotus Europa S uit 2006 was een totaal andere auto geworden

De Lotus Europa was een tweedeurs sportwagen die door Lotus werd gebouwd van 1966 tot 1975. In
2006 begon Lotus met de productie van een geheel nieuw model genaamd Europa S.

## Geschiedenis
De Lotus Europa werd ontworpen in 1964 en door de algemeen directeur van Lotus Cars Colin Chapman destijds speciaal gepromoot ter vervanging van de op dat moment aanzienlijk teruggelopen vraag naar de Lotus 7. Het zoeken naar een vervanger voor dit type leidde ten slotte tot de creatie van een van de laagste modellen die ooit op de markt werden uitgebracht.
Om de betrekkelijk eenvoudig geproduceerde Lotus 7 te vervangen moest ook zijn opvolger net als de "7" de eigenschappen hebben dat hij in gewone garagebedrijven onderhouden kon worden en dat er een relatief lage aanschafprijs – in 1966 £ 11.200 – voor betaald moest worden.
Chapmans idee ging uit naar een sportieve lichtgewicht coupé die met een eenvoudige viercilindermotor was uitgerust. Revolutionair voor die tijd was de in het midden van de wagen geplaatste motor; hierdoor moesten de stoelen, het stuur en de pedalen in de auto wel op maat van de bestuurder verstelbaar worden gemaakt.
Het carrosserieontwerp kwam uit handen van Ron Hickman en was gebaseerd op een ouder ontwerp toen Lotus ooit had ingeschreven voor het ontwerp van de Ford GT40. Door zijn geringe hoogte en aerodynamische vorm was de luchtweerstand van 0,29 ongehoord voor die tijd. De wagen beschikte net zoals de Lotus Elan over een stalen chassis waarop een kunststof carrosserie werd gemonteerd. Ook de onderzijde van de wagen was tussen de balken voorzien van kunststof.
Hoewel Chapman de Lotus Europa zo snel mogelijk wilde uitbrengen werd het project vertraagd omdat men in eerste instantie geen geschikte motor kon vinden. De Lotus Twin Cam-motor was veel te duur om hem om te bouwen voor een centraal geplaatste motor. Op de Parijse autosalon werd echter de oplossing gevonden. Renault had net de voorwielaangedreven Renault 16 uitgebracht en deze bezat een 1470 cc-viercilindermotor. Door de motor 180° te draaien en de eindoverbrenging om te keren werd de ideale oplossing gevonden. De Renault-motor werd door Lotus van 52 naar 82 pk gebracht en als standaard motor voor de Europa ingebouwd.
Het model werd in 1966 in Europa uitgebracht; bij Lotus begreep men goed dat de verkopen zoals van de Elan in Europa en de VS niet gehaald zouden worden en daarom gokte men eerst alleen op de Europese markt. 500 stuks werden op de Franse markt verkocht en men overwoog daarna toch de verkoop op de Amerikaanse markt. Hierbij deed zich echter het probleem voor dat de koplampen te laag zaten voor de Amerikaanse keuring. Dit vereiste een aanpassing van de voorste ophanging waarbij de eigenaren de verlichting ook weer op de originele plaats terug konden zetten.
De eerste versie – de S1 waarvan 650 stuks gemaakt – was zeer solide gebouwd en stuurde enorm goed.
De tweede versie – de S2 waarvan 3650 stuks gemaakt – was al meer een compromisauto; er was meer zorg besteed aan het comfort wat de stuureigenschappen nadelig beïnvloedde. Ook was de carrosserie met bouten op het chassis vastgezet in plaats van gelijmd; dit om de reparatiekosten bij vervanging van carrosseriedelen te drukken. Hierbij ging onder meer de gestroomlijnde kunststof onderkant verloren. Het interieur werd voorzien van verstelbare kuipstoelen en elektrisch bediende ramen. Ook het dashboard werd aangepast en het resultaat was een luxueuzere stillere wagen die aanzienlijk minder goed bestuurbaar was dan de S1.
Het motorvermogen van de wagen was niet in overeenstemming met zijn strakke gestroomlijnde vorm en de prestaties werden negatief beoordeeld in de pers hoewel de Renault 16-motor met 120 pk echt op maximaal vermogen was gebracht. Hierdoor traden ook veel defecten in de motor op.
De in de VS uitgebrachte modellen waren wel betrouwbaar; dit vanwege de strenge emissienormen waardoor hier een 1565cc-motor werd gebruikt die niet meer dan 80 pk leverde.
De Lotus-ingenieur Mike Kimberly ontwierp een oplossing waarmee de Lotus Twin Cam-motor vanaf 1972 in de Europa TC – waarvan 1580 stuks gemaakt – geleverd kon worden. Deze 1558 cc-motor leverde 105 tot 126 pk.
De laatste Europa was een gemodificeerd type 74 Special – waarvan 3130 stuks werden gemaakt - voorzien van een V8 en vijfversnellings-ZF-bak. Deze auto is opgenomen in een verzamelaarscollectie.
Na een totaal productieaantal van 9000 stuks werd de fabricage van de Lotus Europa in 1974 ten slotte gestaakt.

## Uitgebrachte versies
- 46 - Europa S1/S1A
- 47 - Raceversie met een Cosworth 1594cc Twin Cam-injectiemotor en een Hewland FT 200-5 versnellingsbak.
- 52 - Prototype twin cam – slechts één auto gemaakt.
- 54 - S2 introductie was in april 1968.
- 62 - Buizenchassismodel – slechts twee auto’s gemaakt.
- 65 – VS-model met sealedbeamverlichting, dubbele wissers en aangepaste voorophanging; voldeed aan zwaardere emissie-eisen.
- 74 – Twin cam-versie.

## Revival
Tijdens het Zwitserse autosalon in Genève in 2006 werd de nieuw uit te brengen Lotus Europa S aangekondigd. De productie van dit model startte in juli 2006. Het werd een geheel andere auto; de motor was een Lotus-tweeliter-turbo die 200 pk leverde bij 5400 tpm. Hij trok van 0 – 100 km/u in 5,8 seconden en had een maximumsnelheid van 230 km/u. Vooralsnog was het model alleen bestemd voor de Europese markt. Van een "relatief lage aanschafprijs" was echter niet veel meer over; deze bedroeg £ 49.750.
In maart 2008 volgde de verbeterde versie, de Lotus Europa SE, met een 222 pk-motor.